# Bob Johnston
Pour les articles homonymes, voir Johnston.
Donald William Johnston dit Bob Johnston (né le 14 mai 1932 à Hillsboro au Texas et mort le 14 août 2015 à Memphis (Tennessee), est un célèbre producteur de disques américain, ayant notamment collaboré avec Bob Dylan, Johnny Cash, Leonard Cohen, Willie Nelson et beaucoup d'autres artistes de Nashville, mais aussi avec Simon et Garfunkel.